# Pici

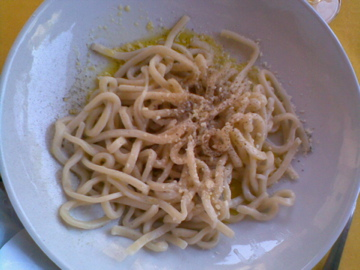

Pici (auch Pinci genannt) ist eine italienische Pasta-Sorte aus der Toskana, insbesondere aus der Region um Montepulciano. Pici sind dicke Spaghetti, die aus Hartweizengrieß hergestellt und von Hand gerollt werden. Sie werden gerne mit Ragù serviert. Der britische Fernsehkoch Jamie Oliver machte die Pici auch über ihre Ursprungsregion hinaus bekannt.